# Diavoli Vicenza 2009-2010
Questa pagina raccoglie i dati riguardanti i Diavoli Vicenza nelle competizioni ufficiali della stagione 2009-2010.

## Stagione
Per i Diavoli Vicenza,  seguiti per il secondo anno da mister Angelo Roffo, coadiuvato da Andrea Bellinaso, il bilancio di questa stagione è positivo. La squadra si è confermata fra le migliori della massima serie ottenendo buoni risultati durante l'anno, anche se ha attraversato qualche momento di ombra, in una stagione in cui le preoccupazioni per le risorse sono state preponderanti, tanto da rinunciare alla partecipazione della Champions Cup a fine ottobre.
Riuscire a chiudere il campionato fra le prime della classe e con il pareggio di bilancio sono stati quindi due risultati di grande importanza.

## Organigramma societario
Dal sito internet ufficiale della società.
Area direttiva
- Presidente: Stefano Costa
- Presidente Onorario: Cav. Lino Dori
- Vice Presidenti: Mario Bellinaso
- Responsabile Amministrativo: Maurizio Scaggiari

Area organizzativa
- Direttore sportivo: Mario Bellinaso
- Team leader: Marco A. Ferrari

Area comunicazione
- Addetto stampa: Sabrina Nicoli

Serie A1
- Allenatore: Angelo Roffo
- Allenatori in seconda: Andrea Bellinaso

Serie B
- Responsabile serie B: Matteo Zarantonello
- Allenatore: Nicola De Simoni

Settore Giovanile
- Responsabile settore giovanile: Stefano De Lorenzi, Gianmarco Dell'Uomo
- Allenatore:Bogdan Jordachiou

## Serie A1

### Hockeymercato

#### Sessione estiva
| Acquisti | Acquisti              | Acquisti       |
| Ruolo    | Nome                  | da             |
| -------- | --------------------- | -------------- |
| P        | Stefano Antinori      | Libertas Forlì |
| D        | Matthias Eisenstecken | Libertas Forlì |
| A        | Enrico Chelodi        | Libertas Forlì |
| A        | Armando Chelodi       | Libertas Forlì |
| D        | Michael Corradin      | Edera Trieste  |

| Cessioni | Cessioni         | Cessioni      | Cessioni |
| Ruolo    | Nome             | a             |          |
| -------- | ---------------- | ------------- | -------- |
| D        | Petrone Giacomo  | Asiago Vipers |          |
| D        | Vellar Valentino | fine carriera |          |

### Rosa
| N. |                     | Ruolo | Calciatore                      |
| -- | ------------------- | ----- | ------------------------------- |
| 20 | Italia (bandiera)   | P     | Jacopo Costa                    |
| 29 | Italia (bandiera)   | P     | Marco Pesavento                 |
| 37 | Slovenia (bandiera) | P     | Gasper Kroselj                  |
| 39 | Italia (bandiera)   | P     | Stefano Antinori                |
| 2  | Italia (bandiera)   | D     | Antonio Bellinaso               |
|    | Italia (bandiera)   | D     | Mattia Betello                  |
| 6  | Italia (bandiera)   | D     | Fabio Testa                     |
| 10 | Italia (bandiera)   | D     | Michele Valbusa (vice capitano) |
| 14 | Italia (bandiera)   | D     | Michael Corradin                |
| 17 | Italia (bandiera)   | D     | Fabio Dalle Ave                 |
| 24 | Italia (bandiera)   | D     | Andreas Huber                   |
| 28 | Italia (bandiera)   | D     | Matthias Eisenstecken           |
| 11 | Italia (bandiera)   | A     | Filippo Pozzan                  |
| 13 | Italia (bandiera)   | A     | Simone Rigoni                   |
| 15 | Italia (bandiera)   | A     | Luca Felicetti                  |
| 16 | Italia (bandiera)   | A     | Armando Chelodi                 |
| 18 | Italia (bandiera)   | A     | Stefano Testa                   |
| 23 | Italia (bandiera)   | A     | Luca Roffo (vice capitano)      |
| 43 | Italia (bandiera)   | A     | Fabrizio Maran                  |
| 44 | Italia (bandiera)   | A     | Giacomo Zazzaron                |
| 66 | Italia (bandiera)   | A     | Enrico Chelodi                  |
| 80 | Italia (bandiera)   | A     | Massimo Stevanoni (capitano)    |
| 91 | Italia (bandiera)   | A     | Michele Ciresa                  |

### Supercoppa italiana
| Arbitro: | Fonzari, Gufler |

| |           |                                                                                            |
| Rigoni S. 14.43 Rigoni S. 17.11 Comencini 20.35 Tomasello 23.05 Rigoni S. 34.28 Tomasello 37.32 Sartori 39.16 | Marcatori | 11.01 Eisenstecken M. 12.24 Roffo L. 14.32 Chelodi E. 14.49 Roffo L. 27.07 Eisenstecken M. |

### Coppa Italia

#### Quarti di finale
| Arbitro: | Fumagalli, Rizzi |

|                                           |           |                                   |
| Petrucci 16.03 Petrucci 20.27 Zagni 32.45 | Marcatori | 25.48 Chelodi E. 29.15 Valbusa M. |

| Arbitro: | Rigoni, Fiabane |

|                                                              |           |                                                             |
| Roffo L. 16.49 Roffo L. 20.25 Pozzan F. 29.22 Roffo L. 35.00 | Marcatori | 4.15 Zagni 12.08 Zagni 12.49 Pau 20.29 Zagni 37.13 Banchero |

### Campionato
| Giornata | Data             | Partita                                           | Risultato | Marcatori |
| -------- | ---------------- | ------------------------------------------------- | --------- | --- |
| 1        | 10 ottobre 2009  | Riposo                                            |           | |
| 2        | 17 ottobre 2009  | Invicta Modena - Diavoli Vicenza                  | 2 - 2     | 12.34' Corradin M. (VI), 14.33' Roffo L. (VI), 26.04' Costa (MO), 27.56' Costa (MO) |
| 3        | 25 ottobre 2009  | Diavoli Vicenza - Polet Trieste                   | 15 - 1    | 2,12' Corradin M. (VI), 6.49' Corradin M. (VI), 9.06' Corradin M. (VI), 9.52' Zazzaron G. (V), 10.59' Rigoni S. (VI), 11.39' Stevanoni M. (VI), 17.40' Testa F. (VI), 19.24' Corradin M. (VI), 20.54' Stevanoni M.(VI), 22.37' Roffo L. (VI), 26.14' Cavalieri (TR), 34.23' Stevanoni M.(VI), 35.51' Roffo L. (VI), 36.19'Valbusa M.(VI), 38.45' Roffo L. (VI), 38.59' Testa S. (VI) |
| 4        | 31 ottobre 2009  | Asiago Vipers - Diavoli Vicenza                   | 2 - 3     | 9.11' Roffo L. (VI), 19.41' Comencini (AS), 23.01'Corradin M. (VI), 33.42' Tomasello (AS), 35.02' Roffo L. (VI) |
| 5        | 8 novembre 2009  | Diavoli Vicenza - Ferrara Hockey                  | 3 - 2     | 2.52' Maetri (FE), 14.34' Roffo L. (VI), 22.16' Roffo L. (VI),25.16' Gschliesser (FE), 27.55' Valbusa M.(VI) |
| 6        | 15 novembre 2009 | Hockey Club Monleale Sportleale - Diavoli Vicenza | 1- 3      | 3.53' Bosio (MO), 9.49' Testa F. (VI), 10.16' Corradin M. (VI), 27.55' Roffo L.(VI) |
| 7        | 22 novembre 2009 | Pirati Civitavecchia - Diavoli Vicenza            | 1 - 0     | 25.19' sigillo (CI) |
| 9        | 5 dicembre 2009  | Lions Arezzo Hockey Club - Diavoli Vicenza        | 3 - 3     | 3.33' Valbusa M. (VI), 10.01' Corradin M., 14.52' Nahtigal S. (AR), 19.56' Nahtigal S. (AR), 27.41' Testa F. (VI), 37.32' Nahtigal R. (AR) |
| 10       | 12 dicembre 2009 | H.C. Draghi Torino - Diavoli Vicenza              | 7 - 6     | 3.23' Roffo L.(VI), 8.38' Corradin M. (VI), 12.36' Stevanoni M.(VI), 14.28' Valbusa M.(VI), 20.52' Pozzan F.(VI), 22.08' Zazzaron G.(VI), 24,34' Ceretto (TO), 29,06' Silva (TO), 36,24' Silva (TO), 38,37' Brescia (TO), 39,26' Ceretto (TO), 39,44' Famà (TO) |
| 8        | 16 dicembre 2009 | Diavoli Vicenza - Edera Trieste                   | 3 - 6     | 2.51' Bellinaso A. (VI), 11.16' Ferro (TR), 12.52' Testa F. (VI), 17.14' Frizzera (TR), 22.42' Armani(TR), 26.05' Sotlar (TR), 34.31' Widman (TR), 36.13' Roffo L.(VI), 39.57' Sotlar (TR) |
| 11       | 20 dicembre 2009 | Diavoli Vicenza - Hockey Club Milano 24           | 7 - 3     | 4.27' Zagni (MI), 10.34' Corradin M. (VI), 10.45' Testa F. (VI), 11.29' Roffo L.(VI), 15.28' Tessari (MI), 17.25' Testa F. (VI), 23.47' Valbusa M.(VI), 35.32' Rigoni S. (VI), 39.04' Tessari (MI), 39.47' Testa F. (VI) |
| 12       | 9 gennaio 2010   | Riposo                                            |           | |
| 13       | 17 gennaio 2010  | Diavoli Vicenza - Invicta Modena                  | 8 - 0     | 18.40' Valbusa M.(VI), 26.58' Stevanoni M.(VI), 29.19' Rigoni S. (VI), 30.59' Roffo L.(VI), 31.03' Stevanoni M.(VI), 34.21' Corradin M. (VI), 35.15' Testa S. (VI), 38.24' Rigoni S. (VI) |
| 14       | 23 gennaio 2010  | Polet Trieste - Diavoli Vicenza                   | 1 - 5     | 4.23' Roffo L.(VI), 10.31' Corradin M. (VI), 17.37 Strasnik (TS), 19.09' Corradin M. (VI), 23.19' Maran F. (VI), 36.13' Roffo L.(VI) |
| 15       | 31 gennaio 2010  | Diavoli Vicenza - Asiago Vipers                   | 2 - 6     | 2.37' Stella S. (AS), 16.16' Frigo (AS), 16.31 Mantese (A), 23.49' Comencini (AS), 24.19' Rigoni S. (VI), 28.44' Stevanoni M.(VI), 30.44' Mantese (AS), 37.34' Comencini (AS) |
| 16       | 6 febbraio 2010  | Ferrara Hockey - Diavoli Vicenza                  | 0 - 2     | 16.54' Valbusa M.(VI), 39.59' Stevanoni M.(VI) |
| 17       | 14 febbraio 2010 | Diavoli Vicenza - Hockey Club Monleale Sportleale | 5 - 2     | 12.18' Corradin M. (VI), 15.56' Favelli (MO), 16.54' Rigoni S. (VI), 18.54' Bosio (MO), 25.51' Valbusa M.(VI), 31.04' Roffo L.(VI), 34.37' Stevanoni M.(VI) |
| 18       | 21 febbraio 2010 | Diavoli Vicenza - Pirati Civitavecchia            | 5 - 3     | 10.22' Testa S.(VI), 11.15' Roffo L.(VI), 13.28' Simunek (CI), 21.38' Tallo (CI), 32.07' Roffo L.(VI), 34.12' Valbusa M.(VI), 39.52' Stevanoni M.(VI) |
| 19       | 27 febbraio 2010 | Edera Trieste - Diavoli Vicenza                   | 4 - 3     | 13.59' Stevanoni M.(VI), 14.44' Stevanoni M.(VI), 15.23' Rigoni F. (TR), 19.31' Sorrenti(TR), 26.00' Simsic (TR), 26.18' Rigoni F.(TR), 39.27' Rigoni S.(VI) |
| 20       | 7 marzo 2010     | Diavoli Vicenza - Lions Arezzo Hockey Club        | 2 - 6     | 4.35' Roffo L.(VI), 6.33' Nahtigal R. (AR), 11.29' Stricker (AR), 19.54' Roffo L.(VI), 20.23' Stricker (AR), 28.49' Bortot (AR), 33.42' Nahtigal S. (AR), 38.30' Nahtigal S. (AR) |
| 21       | 14 marzo 2010    | Diavoli Vicenza - H.C. Draghi Torino              | 4 - 1     | 8.10' Eisenstecken M.(VI), 21.20' Marchis (TO), 22.32' Stevanoni M.(VI), 27.32' Chelodi A.(VI), 28.13' Stevanoni M.(VI) |
| 22       | 20 marzo 2010    | Hockey Club Milano 24 - Diavoli Vicenza           | 3 - 6     | 4.35' Roffo L.(VI), 14.00' Pau (MI), 15.16' Stevanoni M.(VI), 16.43' Roffo L.(VI), 21.36' De Luca (MI), 23.41' Stevanoni M.(VI), 28.15' Tessari (MI), 29.55' Roffo L.(VI), 37.03' Rigoni S. (VI) |

### Play-off

#### Quarti di finale
| Arbitro: | Fonzari, Corponi |

|                                    |           |                                                         |
| Simuneck 17.25 (PP) Simuneck 26.04 | Marcatori | 14.42 Stevanoni M. 25.27 Stevanoni M. 47.23 OT Roffo L. |

| Arbitro: | Soraperra, Strazzabosco |

|                                                                                                |           |                                                                     |
| Ciresa M. 13.02 (PP) Stevanoni M. 22.04 Chelodi E. 29.13 (PP) Corradin M. 34.02 Roffo L. 36.47 | Marcatori | 9.47 (PP) Ottino 19.32 (PP) Simuneck 24.50 (PP) Ottino 36.06 Cocino |

#### Semifinale
| Arbitro: | Grandini, Corponi |

|                                 |           |                                                                       |
| Stevanoni M. 1.26 Testa F. 2.03 | Marcatori | 1.05 Rigoni L. 1.20 Frigo 12.05 (PP) Mosele 17.33 Frigo 19.05 Sartori |

| Arbitro: | Fonzari, Stella |

|                                                      |           |                       |
| Comencini 6.30 PP Comencini 23.35 PP Tomasello 38.42 | Marcatori | 39.47 Eisenstecken M. |

### Statistiche

#### Statistiche di squadra
| Competizione         | Punti | In casa | In casa | In casa | In casa | In casa | In casa | In trasferta | In trasferta | In trasferta | In trasferta | In trasferta | In trasferta | Totale | Totale | Totale | Totale | Totale | Totale | Totale |
| Competizione         | Punti | G       | V       | N       | P       | Gf      | Gs      | G            | V            | N            | P            | Gf           | Gs           | G      | V      | N      | P      | Gf     | Gs     | DG     |
| -------------------- | ----- | ------- | ------- | ------- | ------- | ------- | ------- | ------------ | ------------ | ------------ | ------------ | ------------ | ------------ | ------ | ------ | ------ | ------ | ------ | ------ | ------ |
| Super Coppa Italiana | -     | 0       | 0       | 0       | 0       | 0       | 0       | 1            | 0            | 0            | 1            | 5            | 7            | 1      | 0      | 0      | 1      | 5      | 7      | -2     |
| Coppa Italia         | -     | 1       | 0       | 0       | 1       | 4       | 5       | 1            | 0            | 0            | 1            | 2            | 3            | 2      | 0      | 0      | 2      | 6      | 8      | -2     |
| Campionato A1        | 38    | 10      | 7       | 0       | 3       | 54      | 30      | 10           | 5            | 2            | 3            | 33           | 24           | 20     | 12     | 2      | 6      | 87     | 54     | +33    |
| Play-off A1          | -     | 2       | 1       | 0       | 1       | 7       | 10      | 2            | 1            | 0            | 1            | 4            | 5            | 4      | 2      | 0      | 2      | 11     | 15     | -4     |
| Totale               | -     | 13      | 8       | 0       | 5       | 65      | 45      | 14           | 6            | 2            | 6            | 44           | 39           | 27     | 14     | 2      | 11     | 109    | 84     | +25    |

#### Classifica marcatori stagionali
NOTE

Vengono considerate solo le marcature in partite ufficiali.
Non sono disponibili statistiche sulle penalità in Super Coppa Italiana e in Coppa Italia.
| Giocatore        | Ruolo      | Super Coppa Italiana | Super Coppa Italiana | Super Coppa Italiana | Coppa Italia | Coppa Italia | Coppa Italia | Campionato | Campionato | Campionato | Play Off | Play Off | Play Off | Totale | Totale | Totale |
| Giocatore        | Ruolo      | Pres                 | Gol                  | Pen                  | Pres         | Gol          | Pen          | Pres       | Gol        | Pen        | Pres     | Gol      | Esp      | Pres   | Gol    | Esp    |
| ---------------- | ---------- | -------------------- | -------------------- | -------------------- | ------------ | ------------ | ------------ | ---------- | ---------- | ---------- | -------- | -------- | -------- | ------ | ------ | ------ |
| Roffo L.         | attaccante | 1                    | 2                    | -                    | 2            | 3            | -            | 20         | 23         | 28         | 4        | 2        | 8        | 27     | 30     | 36     |
| Stevanoni M.     | attaccante | 1                    | -                    | -                    | 2            | -            | -            | 20         | 16         | 36         | 4        | 4        | 2        | 27     | 20     | 38     |
| Corradin M.      | difensore  | 1                    | -                    | -                    | 2            | -            | -            | 20         | 14         | 36         | 4        | 1        | 2        | 27     | 15     | 38     |
| Valbusa M.       | difensore  | 1                    | -                    | -                    | 2            | 1            | -            | 20         | 9          | 12         | 4        | -        | 4        | 27     | 10     | 16     |
| Testa F.         | difensore  | 1                    | -                    | -                    | 2            | -            | -            | 20         | 7          | 20         | 4        | 1        | 2        | 27     | 8      | 22     |
| Rigoni S.        | attaccante | 1                    | -                    | -                    | 2            | -            | -            | 19         | 8          | 6          | 4        | -        | 2        | 26     | 8      | 8      |
| Eisenstecken M.  | difensore  | 1                    | 2                    | -                    | -            | -            | -            | 1          | 1          | -          | 4        | 1        | 4        | 6      | 4      | 4      |
| Chelodi E.       | attaccante | 1                    | 1                    | -                    | 1            | 1            | -            | 1          | 1          | -          | 4        | -        | 8        | 7      | 3      | 8      |
| Testa S.         | attaccante | 1                    | -                    | -                    | 2            | -            | -            | 20         | 3          | 10         | 4        | -        | -        | 27     | 3      | 10     |
| Pozzan F.        | attaccante | 1                    | -                    | -                    | 2            | 1            | -            | 13         | 1          | 2          | -        | -        | -        | 16     | 2      | 2      |
| Zazzaron G.      | attaccante | 1                    | -                    | -                    | 2            | -            | -            | 20         | 2          | 6          | 4        | -        | 2        | 27     | 2      | 8      |
| Ciresa M.        | attaccante | -                    | -                    | -                    | -            | -            | -            | -          | -          | -          | 3        | 1        | 2        | 3      | 1      | 2      |
| Chelodi Armando. | attaccante | 1                    | -                    | -                    | -            | -            | -            | 1          | 1          | -          | 4        | -        | 8        | 6      | 1      | 8      |
| Maran F.         | attaccante | 1                    | -                    | -                    | 2            | -            | -            | 20         | 1          | 2          | 4        | -        | -        | 27     | 1      | 2      |
| Bellnaso A.      | difensore  | 1                    | -                    | -                    | 2            | -            | -            | 20         | 1          | 14         | 4        | -        | -        | 27     | 1      | 14     |
|                  | attaccanti | 1                    | 3                    | -                    | 2            | 5            | -            | 20         | 55         | 90         | 4        | 8        | 16       | 27     | 71     | 106    |
|                  | difensori  | 1                    | 2                    | -                    | 2            | 2            | -            | 20         | 32         | 82         | 4        | 3        | 8        | 27     | 39     | 90     |
| Totale           |            | 1                    | 5                    | -                    | 2            | 7            | -            | 20         | 87         | 172        | 4        | 11       | 24       | 27     | 110    | 196    |

## Serie B
- Campionato Nazionale 2009-2010: 5º posto.